# زكريا (اسم)
زكريا أو زكرياء هو اسم علم مذكر مشهور في الوطن  العربي وأيضاً في عدة مناطق في العالم نسباً لكونه اسم لأحد الأنبياء المذكورين في الإسلام واليهودية والمسيحية وهو زكريا، الاسم من أصل عبري ومعناه الله يذكر، في اللغات الأخرى له أشكال قريبة مثل زكاري وزاك.

## شخصيات تحمل الاسم
- زكريا نبي في الإسلام وأحد المبجلين في المسيحية والبهائية
- زكريا يهوياداع نبي يهودي
- زكريا الأنصاري قاضي وصوفي مصري
- زكريا عزمي سياسي مصري
- زكريا محيي الدين سياسي وعسكري مصري
- زكريا أحمد ملحن مصري
- زكريا المستعصم بالله خليفة عباسي
- زكريا الصبار عضو مغربي في تنظيم القاعدة
- زكريا الحجاوي إعلامي مصري
- زكريا (بابا الإسكندرية)
- زكريا العشيري صحفي ومدون بحريني
- زكريا الآغا سياسي فلسطيني
- زكريا بطرس كاهن قبطي مصري
- زكريا بن مصطفى سياسي تونسي
- زكريا بقالي لاعب كرة قدم بلجيكي
- زكريا حدراف لاعب كرة قدم مغربي
- زكريا سيتشين كاتب أمريكي سوفييتي أذربيجاني
- زكريا شهاب مصارع لبناني
- زكريا عبد الجواد صحفي وروائي مصري
- زكريا عبد الله مغني كردي عراقي
- زكريا غلوسكا سياسي إسرائيلي يمني
- زكريا لبيض لاعب كرة قدم مغربي
- زكريا موسوي عضو فرنسي مغربي في تنظيم القاعدة
- زكريا يحيى بن علي التبريزي لغوي عربي